# Eudipleurina
Eudipleurina là một chi bướm đêm thuộc họ Crambidae.

## Các loài
- Eudipleurina ambrensis Leraut, 1989
- Eudipleurina ankaratrella (Marion, 1957)
- Eudipleurina viettei Leraut, 1989